# Maleš
Maleš (německy Molischen) je zaniklá vesnice ve vojenském újezdu Hradiště v okrese Karlovy Vary. Stávala v Doupovských horách asi deset kilometrů jihozápadně od Kadaně a šest kilometrů severovýchodně od Doupova v nadmořské výšce okolo 560 metrů.

## Název
Název vesnice je odvozen z osobního jména Malech ve významu Malechův dvůr. V historických pramenech se objevuje ve tvarech: s pány… Malesse (1544), Mohleß (1654), Milischen (1682), Mohlesch (1762), Mollischen (1785) a Mohlischen a Mollischen (1847).

## Historie
První písemná zmínka o vesnici je z roku 1196, kdy ji Milhost z Mašťova věnoval spolu s dalšími vesnicemi nově založenému mašťovskému klášteru. V darovací listině je uvedena pod názvem Bluwaschowe. Ztotožnění názvu s Maleší není jednoznačné (pravděpodobněji jméno označovalo zaniklou ves Bluvačov či Blahutov u Doupova), a proto bývá jako rok první písemné zmínky uváděn také rok 1544, kdy byla Maleš zapsána v zemských deskách jako majetek Žďárských ze Žďáru. Německá regionální vlastivědná literatura ze začátku dvacátého století zmiňuje a s Maleší spojuje také predikát de Malessova z roku 1324.
Po třicetileté válce ve vsi podle berní ruly z roku 1654 žili tři sedláci, čtyři chalupníci a jeden zahradník. Hlavním zdrojem jejich obživy býval chov dobytka. Ke žďárskému panství Maleš patřila až do zrušení patrimoniální správy a roku 1850 se stala osadou obce Žďár, ale v roce 1874 od ní byla oddělena a připojena k nově zřízené obci Žebletín. Děti však nadále docházely do žďárské školy a ve Žďáru byla také pošta, sídlo farnosti a železniční stanice na trati Vilémov–Doupov.
Do vsi nikdy nebyla zavedena elektřina. Býval zde hostinec a trafika a řemeslo provozovali švec a kovář. Za dalšími službami se docházelo do Žďáru. Po druhé světové válce probíhalo vysídlení Němců z Československa. Všichni obyvatelé Maleše se na podzim roku 1946 museli shromáždit ve sběrném táboře v Kadani, odkud odjeli do Německa. Do vsi se přistěhovali noví osídlenci, a v roce 1947 měla vesnice 34 obyvatel. Maleš zanikla vysídlením v důsledku zřízení vojenského újezdu během třetí etapy rušení sídel. Úředně byla zrušena 15. května 1954.

## Přírodní poměry
Maleš stávala v katastrálním území Žďár u Hradiště v okrese Karlovy Vary, asi čtyři kilometry severozápadně od Kadaňského Rohozce. Nacházela se u Malešského (též Žebletínského) potoka v nadmořské výšce okolo 560 metrů mezi Kloboukovým vrchem (653 metrů) a Malešským kopcem (589 metrů). Oblast leží v centrální části Doupovských hor, konkrétně v jejich okrsku Jehličenská hornatina. Půdní pokryv tvoří kambizem eutrofní.
V rámci Quittovy klasifikace podnebí Maleš stála v mírně teplé oblasti MT3, pro kterou jsou typické průměrné teploty −3 až −4 °C v lednu a 16–17 °C v červenci. Roční úhrn srážek dosahuje 600–750 milimetrů, počet letních dnů je 20–30, počet mrazových dnů se pohybuje mezi 160–160 a sněhová pokrývka zde leží 60–100 dnů v roce.

## Obyvatelstvo
Při sčítání lidu v roce 1921 zde žilo 120 obyvatel (z toho 66 mužů), z nichž bylo 118 Němců a dva cizinci. Všichni se hlásili k římskokatolické církvi. Podle sčítání lidu z roku 1930 měla vesnice devadesát obyvatel německé národnosti. Kromě jednoho člena církve československé byli římskými katolíky.
|           | 1869 | 1880 | 1890 | 1900 | 1910 | 1921 | 1930 | 1950 |
| --------- | ---- | ---- | ---- | ---- | ---- | ---- | ---- | ---- |
| Obyvatelé | 136  | 128  | 121  | 108  | 127  | 120  | 90   | 27   |
| Domy      | 24   | 26   | 26   | 27   | 24   | 24   | 22   | 16   |

## Pamětihodnosti
Východně od zaniklé vesnice se na Kloboukovém vrchu nacházejí pozůstatky hradu Maleš, který zde stál ve třináctém a čtrnáctém století.